# موتوماهی دندان‌شمشیری
موتوماهی دندان‌شمشیری (نام علمی: Lycothrissa crocodilus) نام یک گونه از تیره موتوماهیان است.